# Asian Treasures (serie de televisión)
Asian Treasures es una serie de televisión filipina transmitida por GMA Network en 2007. Está protagonizada por Robin Padilla y Angel Locsin.

## Elenco

### Elenco principal
- Robin Padilla como Elias Pinaglabanan/Diego.
- Angel Locsin como Gabriela Agoncillo.
- Marvin Agustin como Hector Madrigal.
- Diana Zubiri como Ingrid Vargas/Urduja.
- Eddie Garcia como el profesor Wakan U. Matadtu/Supremo

### Elenco secundario
- Ronaldo Valdez como Ulysses Agoncillo/Plaridel.
- Gina Alajar como Elvira.
- Paolo Contis como Victor.
- Bembol Roco como Marcus Vergara.
- Sandy Andolong como Araceli.
- Rita Iringan como Charlene.
- Caridad Sanchez como Miranda/Melchora.
- Jaime Fabregas como Pio Roman Dalisay/Gomburza.
- Joonee Gamboa como Don Julian Agoncillo/Sulaiman.
- Rommel Padilla como Leo.
- Gio Alvarez como Cedric Samonte.
- Gardo Versoza como Socrates.
- Marky Cielo como Mateo Madrigal.
- Glaiza de Castro como Clara Pinaglabanan.
- Margaret Wilson como Via.
- Ella V. como Lady Grace.
- Francis Magundayao como Pogi.